# Alajnihah Airways
Alajnihah Airways was een Libische luchtvaartmaatschappij met haar thuisbasis in Tripoli.

## Geschiedenis
Alajnihah Airways is opgericht in 2004 door de ASM groep.Gestart met vluchten werd in december 2006.

## Diensten
Alajnihah Airways voert lijnvluchten uit naar:(juni 2007)
Binnenland:
- Benghazi, Kufrah, Sebha, Tobruk, Tripoli.

## Vloot
De vloot van Alajnihah Airways bestaat uit:(juni 2007)
- 1 Douglas DC9-80
- 1 Ilyushin Il-76TD